# Glacier du Vallonnet (pointe du Vallonnet)
Pour les articles homonymes, voir Glacier du Vallonnet.
Le glacier du Vallonnet est un ancien glacier de France situé en Savoie, dans le massif de la Vanoise, sur la face méridionale de la pointe du Vallonnet et la face orientale de la pointe du Creux Noir,. Sa partie médiane, rebaptisée glacier de la Patinoire, constitue son reliquat, sa partie aval ayant laissé place au lac de la Patinoire occupant un petit ombilic glaciaire et sa partie amont n'étant plus représentée que par des névés. Il était voisin d'un autre petit glacier lui aussi disparu, le glacier de la Vuzelle situé juste au nord-ouest.

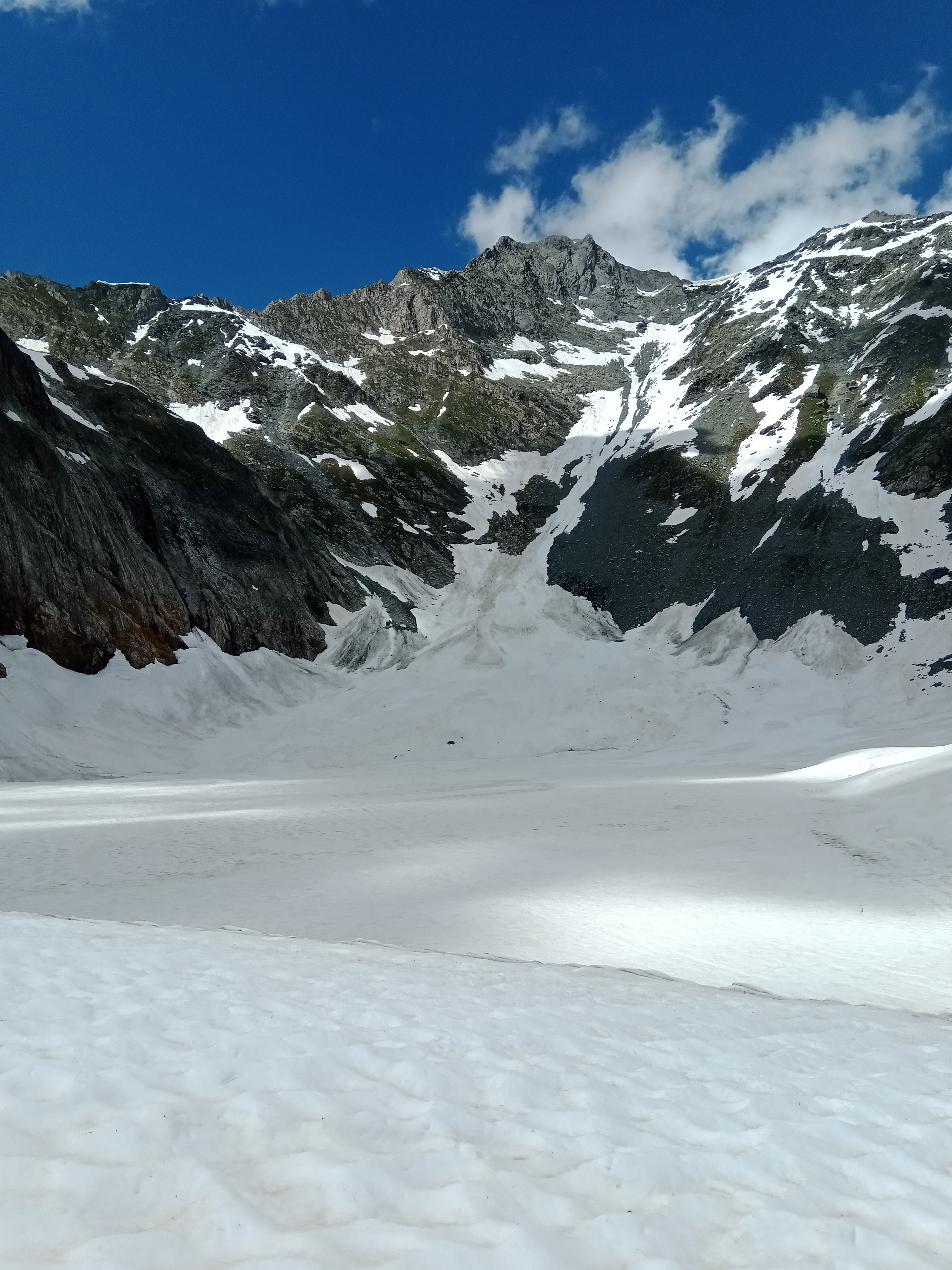
La pointe du Vallonnet dominant le glacier et le lac de la Patinoire enneigés, reliquats de l'ancien glacier du Vallonnet.